# Надёжино (Костромская область)
Надёжино — деревня в составе Шангского сельского поселения Шарьинского района Костромской области России.

## География
Расположена на берегу реки Большая Шанга на автодороге Урень — Шарья — Никольск — Котлас Р157.

## История
Согласно Спискам населенных мест Российской империи в 1872 году деревня Соловьевка (Надеждино) относилась к 3 стану Ветлужского уезда Костромской губернии. В ней числилось 7 дворов, проживало 32 мужчины и 31 женщина.
Согласно переписи населения 1897 года в деревне проживало 98 человек (36 мужчин и 62 женщины).
Согласно Списку населенных мест Костромской губернии в 1907 году деревня Соловьевка (Надеждино) относилась к Николо-Шангской волости Ветлужского уезда Костромской губернии. По сведениям волостного правления за 1907 год в деревне числилось 21 крестьянский двор и 124 жителя. В деревне имелась ветряная мельница. Основным занятием жителей деревни был лесной промысел.

## Население
| 2008 | 2010 | 2014 |
| ---- | ---- | ---- |
| 18   | ↘8   | ↗20  |